# Ezechiele (Michelangelo)
Il profeta Ezechiele (365x380 cm) venne affrescato da Michelangelo Buonarroti nel 1511 circa e fa parte della decorazione della volta della Cappella Sistina, nei Musei Vaticani a Roma, commissionata da Giulio II.

## Storia

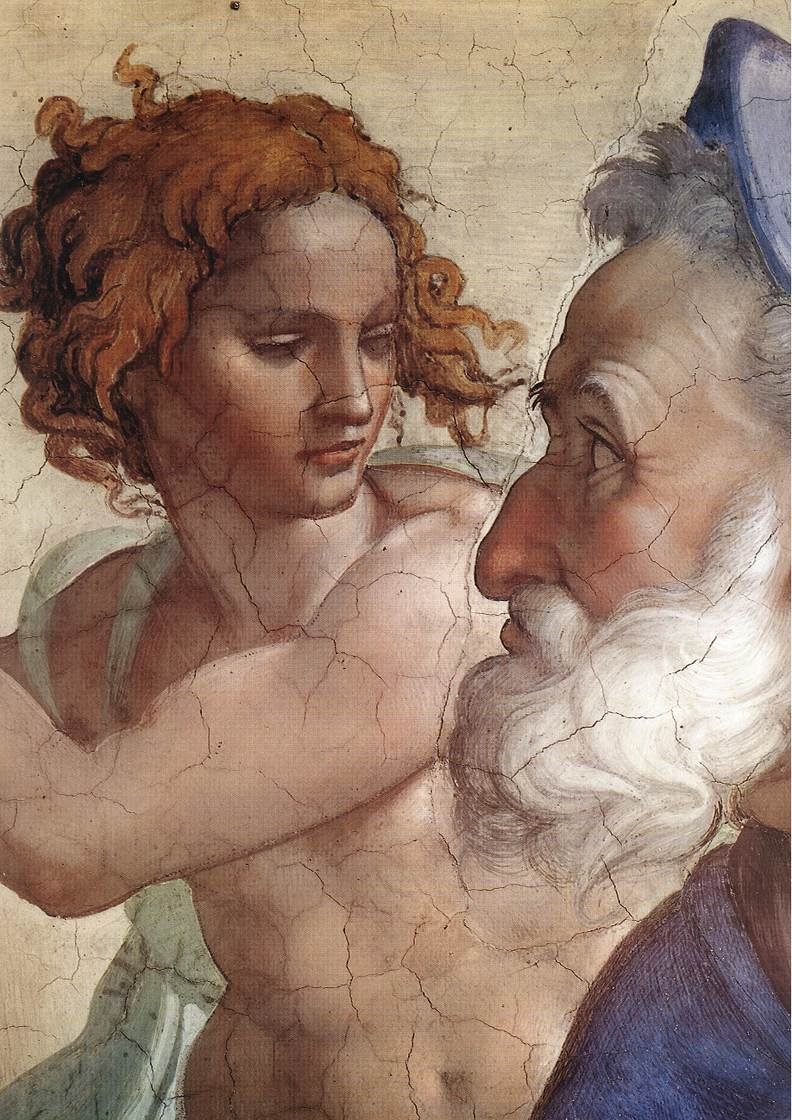
Dettaglio

Nel dipingere la volta, Michelangelo procedette dalle campate vicino alla porta d'ingresso, quella usata durante i solenni ingressi in cappella del pontefice e del suo seguito, fino alla campata sopra l'altare. Ezechiele quindi, che si trova nella quinta campata a partire dalla porta, fu una delle figure della fase iniziale del secondo blocco di lavori, databile al 1511 circa.

## Descrizione e stile
Ezechiele fa parte della serie dei Veggenti, collocati su ampi troni architettonici sui peducci. Ognuno di essi è affiancato da un paio di giovani assistenti e sta in un grande scranno marmoreo, tra due plinti con finti altorilievi di putti a coppie, in varie posizioni. Il loro nome è scritto (in questo caso EZECHIEL) in tabelle sotto la piattaforma che fa da base al trono, rette da un putto.
Ezechiele è rappresentato come una figura energica che si staglia nettamente sullo sfondo chiaro tramite soprattutto la sgargiante veste rossa, a cui si aggiunge un panno violetto e una sciarpa/cappuccio azzurrina, dalla tonalità fredda che bilancia quella della veste. Egli regge nella sinistra un rotolo e col volto si gira di scatto verso uno dei due inservienti dietro di lui, che gli indica l'alto dove si trova la scena della Creazione di Eva, con un'espressione concitata, sottolineata anche dal gesto della mano destra che sembra voler dimostrare la veridicità delle sue profezie. Ezechiele è infatti il profeta legato alla predizione della nascita della Vergine, prefigurata da Eva. Alcuni invece hanno letto nella sua espressione il momento di sorpresa durante l'ascolto della voce di Dio. Il volto di profilo è definito con grande precisione, con una luce incisiva che contrasta con quella più morbida degli inservienti. Il forte risalto plastico, quasi scultoreo, raggiunge il culmine nelle poderose gambe e negli energici tratti anatomici, dalle mani al collo taurino, dai vigorosi piedi all'energia della testa.
Ezechiele predisse anche la costruzione di un nuovo tempio che mette fine a un'epoca di peccato e di abbandono da parte di Dio, dal quale sgorgherà un fiume miracoloso, apportatore di fecondità: si tratta di una visione analoga a quella dell'Età dell'oro predetta dalla Sibilla Cumana, disposta sull'altro lato.

## Galleria d'immagini

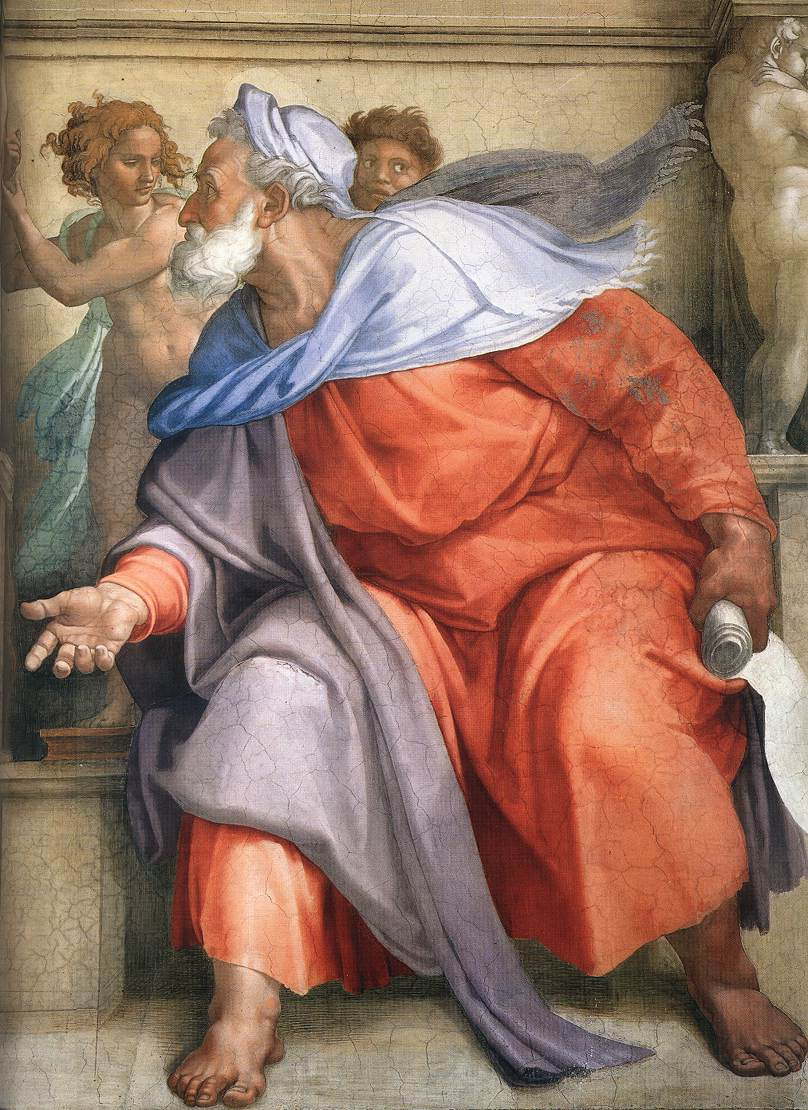
Dettaglio
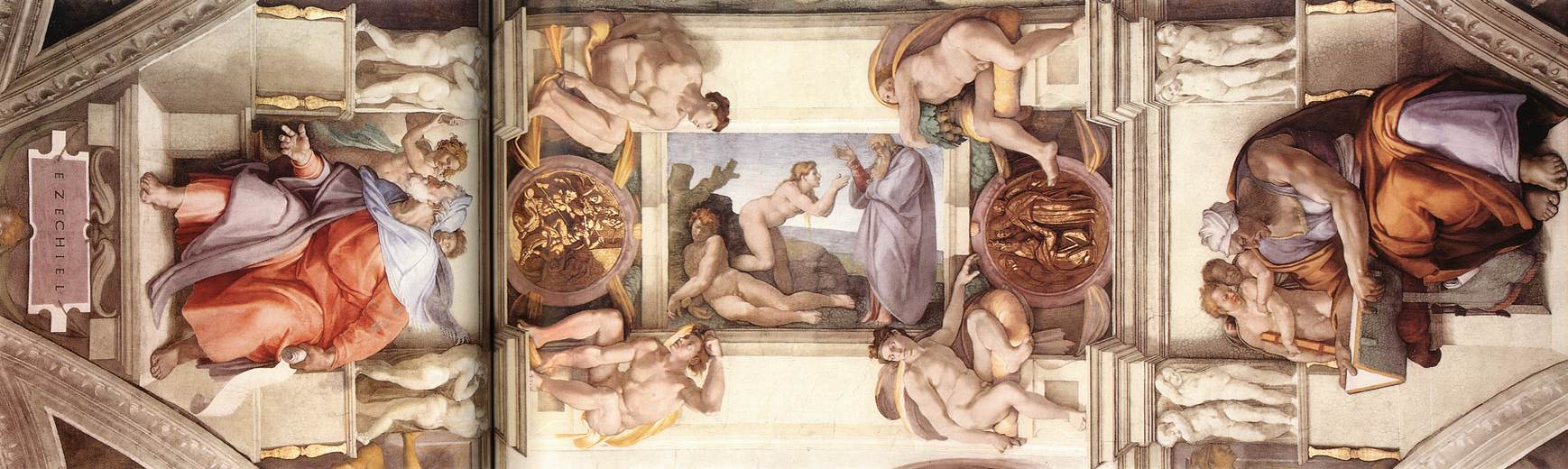
La quinta campata